# Kinondoni

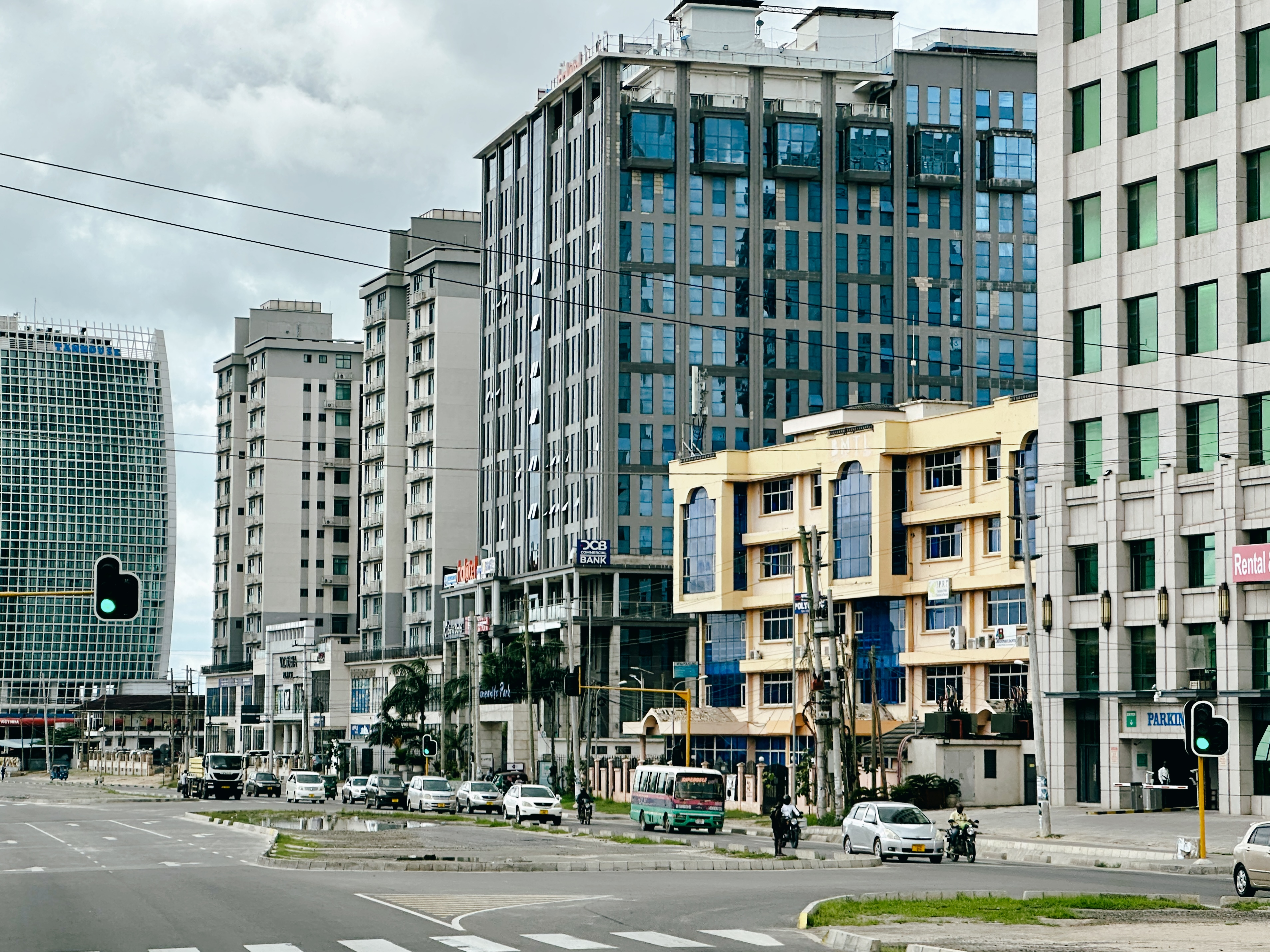
Distrito de Kinondoni, Dar es-Salaam, Tanzania

El distrito de Kinondoni (6°47′41″S 39°15′59″E / -6.79472, 39.26639) es uno de los 3 distritos en que se divide la ciudad de Dar es-Salam, en Tanzania. Los otros distritos son Ilala, en el centro de la ciudad, y Temeke, en la parte sur. Kinondoni se encuentra al noroeste de estos.
De acuerdo con el censo nacional realizado en el año 2002, el distrito tiene una población de 1 083 913 habitantes. El área total del distrito es de 531 km².

## Distritos electorales
Administrativamente, el distrito de Kinondoni se encuentra dividido en 27 distritos electorales y estos a su vez en 113 subdistritos electorales. Los distritos electorales son:
| - Bunju - Goba - Hanna Nassif - Kawe - Kibamba - Kigogo - Kijitonyama - Kimara - Kinondoni - Kunduchi - Mabibo - Magomeni - Makuburi - Makumbusho | - Makurumula - Manzese - Mbezi - Mburahati - Mbweni - Mikocheni - Msasani - Mwananyamala - Mzimuni - Ndugumbi - Sinza - Tandale - Ubungo |